# 넘버스 (다큐멘터리)
《넘버스》는 EBS교육방송의 5부작 다큐멘터리 텔레비전 프로그램이다. 《EBS 다큐프라임》을 통해 2015년 11월 2일 밤 9시 50분을 시작으로 2주에 걸쳐 방영했다. 무한한 수의 세계에서도 특별한 위치를 차지하고 있는 5개의 수 π, ∞, x, 0, i를 주인공으로 한 수학 다큐멘터리인 《넘버스》는 수에 얽힌 수학 이야기를 세심히 풀어냈다는 평을 받았다. 수의 비밀을 찾고자 했던 천재 수학자들의 극적인 순간들을 재연했으며 2년이 넘는 제작 기간 동안 15개국을 넘나들며 수학사에 주요 유적지와 화려한 문명을 담아냈다. 서울대학교 수리과학부의 김홍종 교수가 총 자문을 맡았으며, 내레이션은 배우 신구가 했다.

## 방송 일시
2015년 11월 2일, 3일, 4일, 9일, 10일 밤 9시 50분 ~ 10시 40분
| 방송일시                  | 제목                  |
| ------------------------- | --------------------- |
| 11월 2일(월) 밤 9시 50분  | 1부. 하늘의 수, π     |
| 11월 3일(화) 밤 9시 50분  | 2부. 천국의 사다리, ∞ |
| 11월 4일(수) 밤 9시 50분  | 3부. 자유의 수, x     |
| 11월 9일(월) 밤 9시 50분  | 4부. 신의 손짓, 0     |
| 11월 10일(화) 밤 9시 50분 | 5부. 천공의 수, i     |

## 개요

### 자문
EBS 다큐프라임 <넘버스>는 기획 초기 단계부터 대한수학회와 서울대학교 수리과학부 김홍종 교수의 자문을 받아 내용을 검증받았다. 김홍종 교수가 총 자문을 맡았으며 2010년 필즈상 수상자인 세드릭 빌라니 등 국내외 석학들이 프로그램에 참여했다. 세드릭 빌라니는 그리스 크레타 섬에 동행하여 다큐멘터리의 진행자로 출연하기도 했다.

### 영상
이란, 중국, 그리스, 독일, 튀니스 등 15개국의 나라에서 올로케이션 촬영을 진행했으며, 국내외의 수학자, 수학역사학자의 고증과 조언을 바탕으로 수학의 역사에서 중요한 사건들을 현지 재연했다. 미국 레드사의 레드 에픽(RED EPIC)카메라를 이용해 4K UHD로 제작했다. 중국 헝디엔 스튜디오와 튀니지 함마메트 스튜디오에서는 200여명의 배우와 스텝이 촬영에 참여했는데 이는 수학, 과학 다큐멘터리에서 유래를 찾기 힘든 큰 규모이다.

## 수상 이력
- 2016 방송통신위원회 방송대상 우수상 창의발전 부문
- 제43회 한국방송대상 시상식 다큐TV 부문 작품상

## 같이 보기
- 문명과 수학 - EBS 다큐프라임